# 矢镞叶蟹甲草
矢镞叶蟹甲草（学名：Parasenecio rubescens）为菊科蟹甲草属的植物，为中国的特有植物。分布于中国大陆的安徽、福建、江西、湖南等地，生长于海拔800米至1,400米的地区，多生在山谷林下和林缘灌丛中。

## 别名
蝙蝠草、牛芳草

## 异名
- Cacalia rubescens (S. Moore) Matsuda